# Museu Jorge Vieira – Casa das Artes
O Museu Jorge Vieira é um museu de arte localizado no Castelo de Beja, na região do Alentejo, em Portugal. É dedicado ao escultor Jorge Vieira.

## Edifício
O Museu Jorge Vieira, desde 1 de Setembro de 2019 mudou de instalações, passando da Casa das Artes, na Rua do Touro nº 33, para a Casa do Governador, no interior do Castelo de Beja. O motivo deveu-se à falta de condições do antigo edifício.
A Casa das Artes, foi objeto de uma primeira intervenção em 1992 face ao seu estado de ruína. A obra, da autoria da arquitecta Maria João George, recebeu o o Prémio Municipal de Arquitetura Espiga de Ouro de 1993. Em 1995, a Câmara Municipal de Beja adquiriu-o, com o objetivo de albergar a coleção de obras que o artista ofereceu ao município.
Trata-se de um edifício com dois pisos: no primeiro é apresentada a colecção de desenho e escultura doada pelo escultor; o piso inferior destina-se a exposições temporárias, performances, instalações, conferências e debates, workshops, ateliers de artes plásticas, etc.

## Atividades
Ao longo dos anos o Museu Jorge Vieira tem tido um papel de dinamização cultural na cidade.
Beja tem ainda duas esculturas públicas de Jorge Vieira com particular significado na sua obra: Monumento ao prisioneiro político desconhecido, projetado em 1953 e executado na versão atual em 1994; e uma outra, concebida inicialmente para o molhe de amarração norte da Ponte 25 de Abril mas que nunca foi concretizada nesse local.